# Amblyraja
Het geslacht Amblyraja is een geslacht van roggen uit de familie Rajidae, die zijn afgesplitst van het grote geslacht Raja.

## Soortenlijst
- Amblyraja badia (Garman, 1899) – Brede rog
- Amblyraja doellojuradoi (Pozzi, 1935) – Zuidelijke doornrog
- Amblyraja frerichsi (Krefft, 1968) – Dikke rog
- Amblyraja georgiana (Norman, 1938) – Antarctische doornrog
- Amblyraja hyperborea (Collett, 1879) – Arctische rog
- Amblyraja jenseni (Bigelow & Schroeder, 1950)   – Jensens rog
- Amblyraja radiata (Donovan, 1808) – Sterrog
- Amblyraja reversa (Lloyd, 1906) – Spiegelbeeldrog
- Amblyraja robertsi (Hulley, 1970) – Grootbekrog
- Amblyraja taaf (Meissner, 1987) – Witpootrog

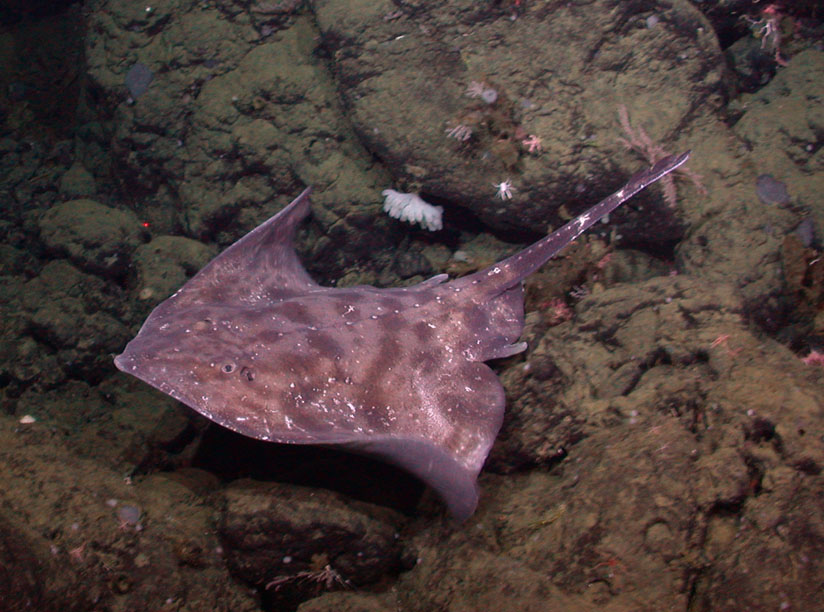
Amblyraja badia
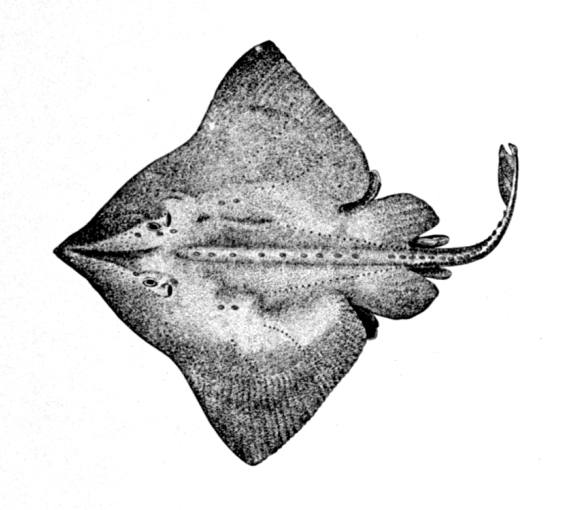
Amblyraja hyperborea
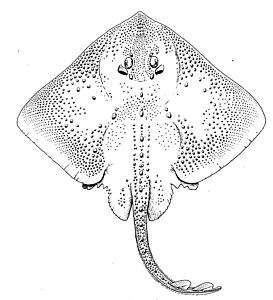
Amblyraja radiata
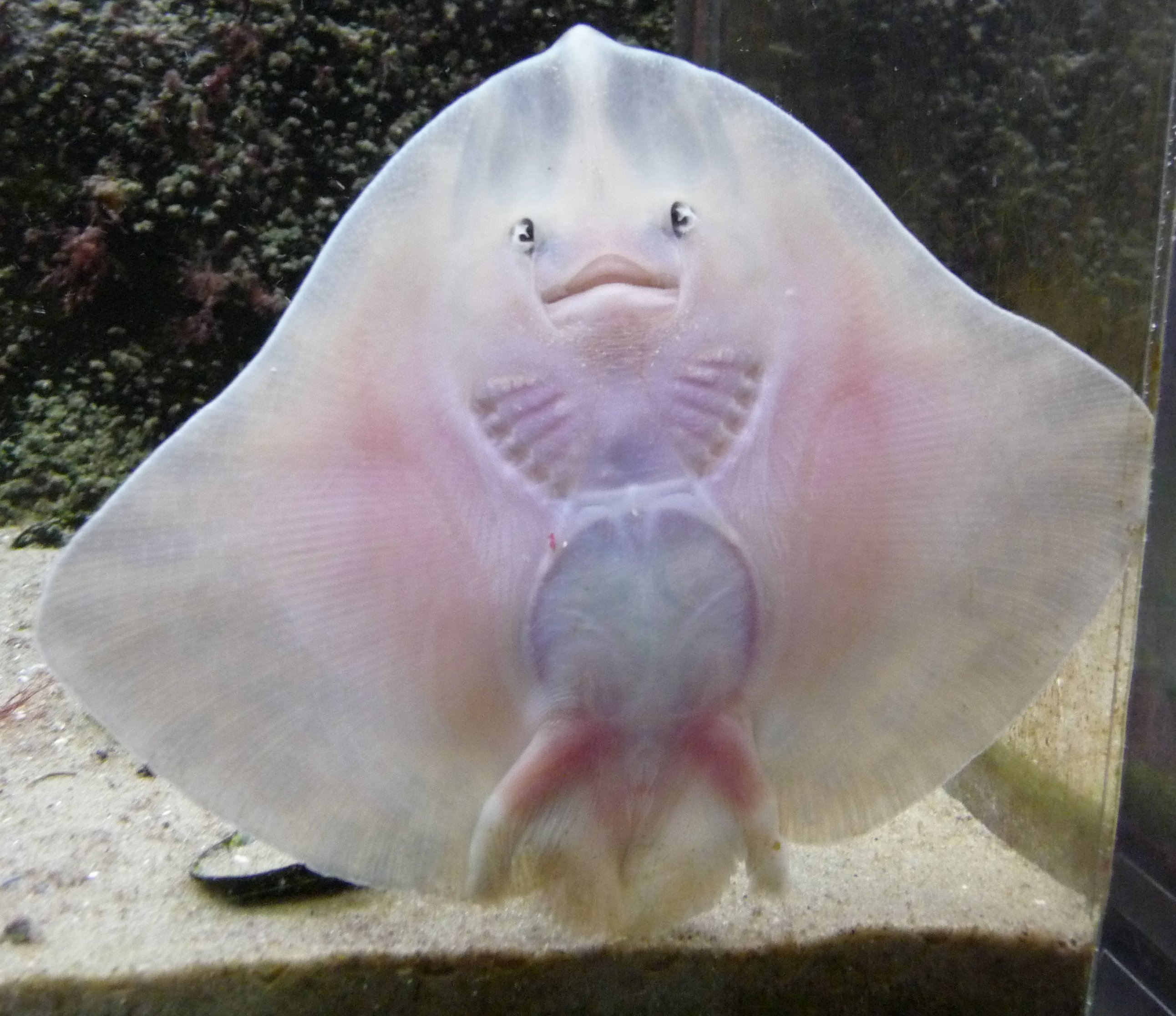
Amblyraja radiata